# 镇江庙乡
镇江庙乡，是中华人民共和国四川省乐山市马边彝族自治县曾经下辖的一个乡。2020年5月，撤销镇江庙乡，将其所属行政区域划归下溪镇管辖。

## 行政区划
镇江庙乡撤销前下辖以下地区：
两河口村、石龙门村和阴心岩村。